# Mehsana
Mehsana (o Mahesana) è una suddivisione dell'India, classificata come municipality, di 98.987 abitanti, capoluogo del distretto di Mehsana, nello stato federato del Gujarat. In base al numero di abitanti la città rientra nella classe II (da 50.000 a 99.999 persone).

## Geografia fisica
La città è situata a 23° 36' 0 N e 72° 24' 0 E e ha un'altitudine di 80 m s.l.m..

## Società

### Evoluzione demografica
Al censimento del 2001 la popolazione di Mehsana assommava a 98.987 persone, delle quali 52.280 maschi e 46.707 femmine. I bambini di età inferiore o uguale ai sei anni assommavano a 10.786, dei quali 6.237 maschi e 4.549 femmine. Infine, coloro che erano in grado di saper almeno leggere e scrivere erano 75.962, dei quali 42.552 maschi e 33.410 femmine.